# Petakopadesa
El Petakopadesa (peṭakopadesa) es una escritura budista, a veces incluida en el Khuddaka Nikaya del Canon Pali del budismo theravada.
La naturaleza de este libro es motivo de cierto desacuerdo entre los académicos. El traductor, apoyado por el profesor George Bond de la Universidad Northwestern, sostiene que es una guía para aquellos que comprenden la enseñanza y desean presentarla a otros. Sin embargo, A. K. Warder, profesor emérito de sánscrito en la Universidad de Toronto, sostiene que cubre todos los aspectos de la interpretación, no solo eso.
El texto a menudo se conecta con otro texto para-canónico, el Nettipakaraṇa. Oskar von Hinüber sugiere que ambos textos se originaron fuera de la tradición Theravada como manuales sobre la interpretación de los sutras.
Warder, en su examen del Paṭisambhidāmagga Gaṇṭhipada en la Introducción al Path of Discrimination, señala: “El Gaṇṭhipada (p. 106), sin embargo, proporciona la información positiva de que este Peṭaka es un libro de los Mahiṃsāsakas, una aṭṭhakathā hecha para el propósito del Suttantapiṭaka. Esto implica que era una obra similar al Peṭakopadesa … Así, ambas escuelas tenían una recensión de esta obra, pero difiriendo en detalles como este. …”. El pasaje en el Gaṇṭhipada es Suttante piṭakatthāya kataṭṭhakathā peṭakaṃ mahiṃsakānaṃ gantho.
Stefano Zacchetti reveló que en el Canon Chino hay un texto llamado Yin chi rujing, traducido en el siglo III, que corresponde a la mayor parte del sexto capítulo del Peṭakopadesa en pali. Luego hay otro texto chino, el Da zhidu lun, que menciona el Peṭaka como un texto que circulaba en el sur de la India (presumiblemente Kāñcipura y Sri Lanka) y que es una versión abreviada de un texto originalmente más grande. Describe algunos de los métodos del Peṭaka y da ejemplos que corresponden aproximadamente a pasajes del Peṭaka. Así, parece que el Peṭakopadesa circulaba en diferentes escuelas y en diferentes versiones.
Según los colofones de los capítulos, el libro fue compuesto por el discípulo del Buda, Kaccana (o Kaccayana). Los académicos no toman esto literalmente, aunque el traductor menciona que los métodos pueden remontarse a él.
Este libro fue considerado canónico por el jefe de la sangha birmana hace unos dos siglos. Está incluido en las inscripciones del Canon aprobado por el Quinto Consejo birmano y en la edición impresa del texto del Sexto Consejo.
Hay 8 secciones como sigue:
1. Ariyasacca Pakasana (exposición de las Nobles Verdades)
2. Sāsana patthāna (patrón de la dispensación)
3. Suttādhitthāna (términos de expresión en el hilo)
4. Suttavicaya (investigación de los hilos)
5. Hāravibhanga (modos de transmitir en tratamiento separado)
6. Suttatthasamuccaya (compendio del significado del hilo)
7. Hārasampāta (modos de transmitir en tratamiento combinado)
8. Sutta vibhangiya (análisis de los Suttas)

Sin embargo, el traductor dice que este último título es un error por "moldeado de las directrices", el título dado al final.

## Traducciones
Pitaka-Disclosure, trad. Nanamoli Bhikkhu, 1964, Pali Text Society, Bristol